# Teófilo Curcuas
Teófilo Curcuas (em grego: Θεόφιλος Κουρκούας; romaniz.: Theophilos Kourkouas; fl. c. 920-970) foi um famoso general bizantino no século X, avô do imperador bizantino João I Tzimisces (r. 969–976).

## Biografia

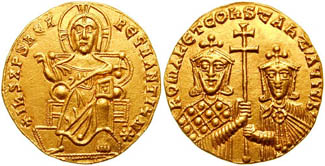
Soldo de r. e r.

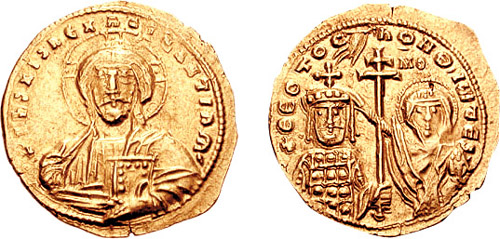
Histameno de João I Tzimisces

Teófilo era um descendente da família Curcuas, um clã de origem armênia que tinha se estabelecido como uma das principais famílias entre a aristocracia militar da Anatólia no início do século X. Seu irmão mais velho era João Curcuas, que foi nomeado como doméstico das escolas do Oriente (comandante-em-chefe dos exércitos orientais) por volta de 923 pelo imperador Romano I Lecapeno (r. 920–944) e serviu neste cargo por vinte e dois anos. Em 923, Teófilo ajudou seu irmão na repressão da revolta do estratego da Cáldia, Bardas Boilas, e conseguiu derrotar o governador rebelde desta província estrategicamente importante.
De 927 em diante, quando João Curcuas lançou campanhas contínuas contra os emirados muçulmanos vizinhos, Teófilo ajudou-o habilmente, especialmente na direção da Armênia. Juntamente com o irmão, Teófilo sitiou Teodosiópolis (moderna Erzurum), a capital do Emirado de Calícala, do outono de 930 até sua queda, sete meses depois, na primavera de 931. Pouco ficou registrado sobre a sua atividade depois, mas ele é elogiado na crônica de Teófanes Continuado por sua excelência e valor e é comparado, por suas façanhas na Mesopotâmia Superior, com o general Salomão que serviu sob as ordens de Justiniano (r. 527–565).
Um dos filhos de Teófilo se casou com a irmã do imperador Nicéforo II Focas (r. 963–969) e seu filho foi João I Tzimisces (r. 969–976), que terminou por destroná-lo e assassiná-lo em 969.